# Solitó (òptica)
En òptica, el terme solitó s'utilitza per referir-se a qualsevol camp òptic que no canvia durant la propagació a causa d'un equilibri delicat entre els efectes no lineals i dispersius en el medi. Hi ha dos tipus principals de solitons:
- solitons espacials: l'efecte no lineal pot equilibrar la dispersió. El camp electromagnètic pot canviar l'índex de refracció del medi mentre es propaga, creant així una estructura similar a una fibra d'índex graduat.[2] Si el camp també és un mode de propagació de la guia que ha creat, llavors romandrà confinat i es propagarà sense canviar la seva forma.
- solitons temporals: si el camp electromagnètic ja està limitat espacialment, és possible enviar polsos que no canviaran de forma perquè els efectes no lineals equilibraran la dispersió. Aquests solitons es van descobrir primer i sovint es coneixen simplement com a "soltons" en òptica.[3]

## Solitons espacials
Per entendre com pot existir un solitó espacial, hem de fer algunes consideracions sobre una lent convexa simple. Com es mostra a la imatge de la dreta, un camp òptic s'acosta a la lent i després s'enfoca. L'efecte de la lent és introduir un canvi de fase no uniforme que provoca l'enfocament. Aquest canvi de fase és una funció de l'espai i es pot representar amb {\displaystyle \varphi (x)}, la forma del qual es representa aproximadament a la imatge.
El canvi de fase es pot expressar com el producte de la constant de fase i l'amplada del camí que ha recorregut el camp. Ho podem escriure com:
{\displaystyle \varphi (x)=k_{0}nL(x)}
on {\displaystyle L(x)} és l'amplada de la lent, canviant en cada punt amb una forma que és la mateixa {\displaystyle \varphi (x)} perquè {\displaystyle k_{0}} i n són constants. És a dir, per aconseguir un efecte d'enfocament només hem d'introduir un canvi de fase d'aquesta forma, però no estem obligats a canviar l'amplada. Si deixem fixada l'amplada L en cada punt, però canviem el valor de l'índex de refracció {\displaystyle n(x)} obtindrem exactament el mateix efecte, però amb un enfocament completament diferent.
Això té aplicació en fibres d'índex graduat: el canvi en l'índex de refracció introdueix un efecte d'enfocament que pot equilibrar la difracció natural del camp. Si els dos efectes s'equilibren perfectament, llavors tenim un camp confinat que es propaga dins de la fibra.
Els solitons espacials es basen en el mateix principi: l'efecte Kerr introdueix una modulació d'autofàsica que modifica l'índex de refracció segons la intensitat:
{\displaystyle \varphi (x)=k_{0}n(x)L=k_{0}L[n+n_{2}I(x)]}
si {\displaystyle I(x)} té una forma semblant a la que es mostra a la figura, llavors hem creat el comportament de fase que volíem i el camp mostrarà un efecte d'autoenfocament. En altres paraules, el camp crea una estructura de guia semblant a una fibra mentre es propaga. Si el camp crea una fibra i és el mode d'aquesta fibra alhora, vol dir que els efectes lineals no lineals i difractius d'enfocament estan perfectament equilibrats i el camp es propagarà per sempre sense canviar la seva forma (sempre que el medi ho faci). no canviar i si podem descuidar les pèrdues, evidentment). Per tenir un efecte d'autoenfocament, hem de tenir un efecte positiu {\displaystyle n_{2}}, en cas contrari obtindrem l'efecte contrari i no notarem cap comportament no lineal.
La guia d'ones òptica que crea el solitó mentre es propaga no és només un model matemàtic, sinó que en realitat existeix i es pot utilitzar per guiar altres ones a diferents freqüències. D'aquesta manera és possible deixar que la llum interaccioni amb la llum a diferents freqüències (això és impossible en mitjans lineals).

## Solons temporals
El principal problema que limita la velocitat de transmissió a les fibres òptiques és la dispersió de la velocitat de grup. És perquè els impulsos generats tenen una amplada de banda diferent de zero i el medi pel qual es propaguen té un índex de refracció que depèn de la freqüència (o de la longitud d'ona). Aquest efecte està representat pel paràmetre de dispersió de retard de grup D ; fent-lo servir, és possible calcular exactament quant s'eixamplarà el pols:
{\displaystyle \Delta \tau \approx DL\,\Delta \lambda }
on L és la longitud de la fibra i {\displaystyle \Delta \lambda } és l'amplada de banda en termes de longitud d'ona. L'enfocament en els sistemes de comunicació moderns és equilibrar aquesta dispersió amb altres fibres que tinguin D amb diferents signes en diferents parts de la fibra: d'aquesta manera els polsos segueixen eixamplant i reduint-se mentre es propaguen. Amb solitons temporals és possible eliminar aquest problema completament.

Efectes lineals i no lineals sobre els polsos gaussians

Cal considerar la imatge de la dreta. A l'esquerra hi ha un pols gaussià estàndard, que és l'embolcall del camp que oscil·la a una freqüència definida. Suposem que la freqüència es manté perfectament constant durant el pols.
Ara deixem que aquest pols es propagui per una fibra amb {\displaystyle D>0}, es veurà afectat per la dispersió de la velocitat del grup. Per a aquest signe de D, la dispersió és anòmala, de manera que els components de freqüència més alta es propagaran una mica més ràpid que les freqüències més baixes, arribant així abans al final de la fibra. El senyal general que rebem és un pols de xip més ampli, que es mostra a la part superior dreta de la imatge.